# Torneo de Atlanta 2013
El BB&T Atlanta Open 2013 es un torneo de tenis. Pertenece al ATP Tour 2013 en la categoría ATP World Tour 250. El torneo tendrá lugar en la ciudad de Atlanta, Estados Unidos, desde el 22 de julio hasta el 28 de julio de 2013 sobre canchas duras, el cual pertenece a un conjunto de torneos que forman al US Open Series 2013.

## Masculino
| Preclasificado | Tenista          | Ranking |
| 1              | John Isner       | 21      |
| 2              | Kevin Anderson   | 23      |
| 3              | Ivan Dodig       | 37      |
| 4              | Igor Sijsling    | 55      |
| 5              | Lu Yen-hsun      | 60      |
| 6              | Mardy Fish       | 62      |
| 7              | Lleyton Hewitt   | 65      |
| 8              | Yevgueni Donskoi | 66      |

- Los cabezas de serie, están basados en el ranking ATP del 15 de julio de 2013.

## Dobles
| Tenista                              | Ranking | Preclasificada |
| Ivan Dodig Marcelo Melo              | 34      | 1              |
| Santiago González Scott Lipsky       | 55      | 2              |
| Colin Fleming Jonathan Marray        | 62      | 3              |
| Édouard Roger-Vasselin Igor Sijsling | 89      | 4              |

- Los cabezas de serie, están basados en el ranking ATP del 15 de julio de 2013.

## Campeones

### Individual Masculino
John Isner venció  Kevin Anderson por 6-7(3), 7-6(2), 7-6(2)

### Dobles Masculino
Édouard Roger-Vasselin /  Igor Sijsling vencieron a  Colin Fleming /  Jonathan Marray por 7-6(6), 6-3